# رائحة الموت
رائحة الموت على الرغم من بعض الإشاعات أو التخيل بأنها رائحة متميزة ويمكن التعرف عليها، إلا أنها قليلة البحث العلمي. في عام 2004، بدأ مركز أبحاث الأنثروبولوجيا بجامعة تينيسي في فهرسة الغازات المنبعثة خلال عملية التحلل. ومع ذلك، من أجل التطبيق العملي لهذا البحث، والذي كان مدفوعًا بطلب للمساعدة في تدريب كلاب الجثث، كان من المهم تحديد ما إذا كان من الممكن التعرف على رائحة الجثث البشرية من الحيوانات. وذلك من خلال تجربة تم تعبئة وتخزين اللحم المتحلل من مختلف الهيئات من الحيوانات والبشر في زجاجات، والحفاظ على كل ما تبقى في ظروف مماثلة. يمكن أخذ عينات بشكل دوري من البقايا على مدار فترة اختبار مدتها 6 أشهر وتم التعرف على 452 مركبة عضوية خلال هذا الوقت. شارك الخنازير والبشر أكبر كمية من المركبات العضوية، حيث وجد أن 5 استرات فقط تميز الاثنين.
في حين أن هذه الدراسة قدمت معلومات جديدة ومفيدة يدرك الباحثون أنها بعيدة عن استخدامها في التدريب المباشر للكلاب للعثور على أجسام بشرية.هناك قيود أخرى تشمل استخدام جزء صغير فقط من أنسجة الجسم، مما يعني أن هذه النتائج قد لا تكون قابلة للتعميم على أجسام بأكملها. صرحت عالمة الأنثروبولوجيا الأنثرية آنا ويليامز أيضًا بأن «عملية التحلل تعتمد اعتمادًا كبيرًا على جميع الظروف المحيطة ودرجة الحرارة والرطوبة ووصول الحشرات، وما إلى ذلك، (والمركبات العضوية المتطايرة) المنبعثة تعتمد اعتمادًا كبيرًا على البكتيريا التي تنشط في هذا الوقت». تشير هذه العوامل إلى أن النتائج التي يتم الحصول عليها من داخل المعمل الخاضع للرقابة ذات الظروف الصناعية بعيدة كل البعد عن إنشاء ملف تعريف دقيق لما يجب أن يكون حاضرًا / غائبًا عند تحديد المركبات العضوية التي تشير إلى «رائحة الموت» كإنسان.
على الرغم من هذه القيود في هذا البحث الجديد، فقد سمحت «رائحة الموت» كدليل في المحكمة. في قضية كاي أنتوني، التي اتُهمت فيها كيسي أنتوني بقتل ابنتها البالغة من العمر عامين، تم جمع الرائحة من داخل صندوق السيارة التي اتُهمت بتخزينها جثة ثم تم تقييمها بواسطة شاهد خبير. كشف تحليل الهواء عن 41 من المركبات المتورطة في التحلل، ولكن العناصر المتوقعة من التحلل البشري كانت مفقودة. بالإضافة إلى ذلك، كما ذكر أعلاه، فإن بيئة التحلل تؤثر إلى حد كبير على المركبات الموجودة، وقد تمت دراسة العمل الذي تم الانتهاء منه في التحلل حتى الآن في بيئات مختلفة تمامًا عن الظروف المعروضة في هذه الحالة.